# Tarifsystem
Ein Tarifsystem bezeichnet die Systematik zur Berechnung des Preises einer Leistung. Die Leistung kann eine Dienstleistung, Arbeitsleistung aber auch eine Abgabe sein. Das für eine bestimmte Leistung anzuwendende Tarifsystem ist in den Tarifbestimmungen festgelegt und beschrieben. Diese werden wiederum vom Anbieter festgelegt, unterliegen jedoch vielfach der Genehmigung der Regulierungsbehörde.
Tarifsysteme kommen in den verschiedensten Bereichen zur Anwendung:
- Verkehrswesen: → Hauptartikel: Tarifsystem (Öffentlicher Personenverkehr)
- Postwesen: → Hauptartikel: Postgebühren
- Telekommunikation: → Hauptartikel: Handytarif und Call-by-Call
- Versorgungswirtschaft: Zu den ältesten Anbietern von Tarifsystemen zählt hier die Wasserversorgung und mit dem Bau von Gaswerken kamen ebenfalls eigenständige Tarifsysteme auf, auf deren Erfahrungen wiederum die Stromversorger aufbauen konnten. Die Abnehmer werden anhand eines mit einem Zähler (Wasserzähler, Gaszähler, Stromzähler) gemessenen Verbrauchs tarifiert.

- Versicherungswirtschaft: → Hauptartikel: Versicherungstarif

In der Sozialversicherung siehe Beitragssatz und Rentenbeitrag.
- Freie Berufe: → Hauptartikel: Gebührenordnung
- Steuern und Abgaben: → Hauptartikel: Steuertarif , Einkommensteuertarif  und Verwaltungskostengesetz